# Cymbidium sanderae
Cymbidium sanderae Sander ex Rolfe 1904, es una especie de orquídea epífita originria del sudeste de Asia.

## Descripción
Es una especie de orquídea de tamaño mediano, que prefiere el clima fresco a cálido, es epífita,  con agrupados pseudobulbos basalmente envueltos por varias imbricadas hojas basales con 9 a 15 hojas liguladas lineales, de textura fina, muy agudas o bífidas. Florece en una inflorescencia de 30 a 50 cm de largo, suberecta  arqueada con 3 a 15 flores de 7,5 cm de longitud,  muy fragantes. La floración se produce en el invierno y a finales de la primavera.

## Distribución y hábitat
Se distribuye por Birmania y Vietnam.

## Taxonomía
Cymbidium sanderae fue descrita por (Rolfe) P.J.Cribb & Du Puy y publicado en Genus Cymbidium 131 1988.
Etimología
El nombre deriva de la palabra griega kumbos, que significa "agujero, cavidad".  Este se refiere a la forma de la base del labio. Según otros estudiosos derivaría del griego "Kimbe = barco" por la forma de barco que asume el labelo.
sanderae: epíteto otorgado en honor del botánico Henry Frederick Conrad Sander.
Sinonimia
- Cymbidium eburneum var parishii Rchb.f. Hk.f. 1874;
- Cymbidium parishii Rchb.f. 1874;
- Cymbidium parishii var. sanderae Rolfe 1904;
- Cyperorchis parishii (Rchb.f.) Schltr. 1924[1][3][4]

## Nombre común
- Castellano: Cymbidium de Sander